# Georg Listing
Pour les articles homonymes, voir Listing.
Georg Moritz Hagen Listing alias Georg Listing, né le 31 mars 1987 à Halle-sur-Saale en RDA, est un multi-instrumentiste allemand, actuellement bassiste et pianiste du groupe Tokio Hotel.

## Biographie
Il a grandi à Magdebourg avec ses parents médecins. Enfant unique, il est destiné comme son père à devenir dentiste, mais grâce à deux camarades de classe cherchant un bassiste pour leur groupe, Georg Listing va se mettre à la musique. Mais ce projet n'aboutira jamais. Encouragé par ses parents à continuer, il s'inscrit dans une école de musique. C'est là qu'il fait la connaissance de Gustav Schäfer, batteur depuis l'âge de cinq ans. Très vite, les deux garçons se lient d'amitié, Georg et Gustav deviennent meilleurs amis.
En 2001, Gustav Schäfer présente Georg Listing aux frères jumeaux Bill et Tom Kaulitz, auxquels il manque un batteur et un bassiste. Lors de leur rencontre, le courant passe immédiatement et la décision est prise rapidement de constituer un groupe de rock. Les quatre garçons forment alors le groupe Devilish (démoniaque en français) (Bill et Tom Kaulitz formaient le groupe Black Question Mark auparavant). C'est en 2005 que ce même groupe, alors sous contrat avec Universal Music deviendra Tokio Hotel. Tokio Hotel continuera presque sans pause, sortant les albums Schrei, Zimmer 483, Scream et Humanoid, jusqu'en 2010. Ils font alors une pause d'un peu plus de 3 ans durant laquelle seuls les jumeaux donnent quelques nouvelles. Georg est, selon l'information connue, resté principalement en Allemagne. En 2014, les 4 membres du groupe préparent tranquillement leur retour jusqu'à la sortie de Kings of Suburbia. À ce moment, Georg s'est mis au clavier et synthétiseur, bien qu'il reste principalement appelé bassiste. Il est aussi mis plus en avant dans Tokio Hotel, probablement que le vieillissement des membres du groupe aurait aidé à limiter les groupies, qui mettaient énormément l'accent sur Bill et Tom, laissant Gustav et Georg souvent de côté.
Bon élève, il est celui qui a attaché le plus d’importance aux études et à son avenir professionnel. Alors que ses trois compagnons avaient quitté l’école dès l’été 2005, Georg a continué de fréquenter les bancs de son lycée jusqu’en janvier 2006 alors que Tokio Hotel était déjà en plein succès. Il voulait absolument passer son bac avant de se consacrer entièrement au groupe. Mais ses multiples obligations professionnelles, ainsi que la jalousie des autres lycéens, ont rendu la situation intenable. Georg a dû suivre des cours par correspondance. Il aurait aussi un diplôme lui offrant la possibilité d'une carrière de dentiste.

## Vie privée
Georg Listing est le meilleur ami de Gustav Schäfer.
Le 28 novembre 2010, Bill Kaulitz et Tom Kaulitz déménagent à Los Angeles, alors que Georg et Gustav restent en Allemagne, dans le but de préparer l'album du groupe sorti le 6 octobre 2014 (Le 3 en Allemagne).

## DVD et albums live
- 2005 : Leb' die Sekunde - Behind the scenes
- 2006 : Schrei live
- 2007 : Zimmer 483 - Live in Europe (DVD + Album live)
- 2008 : Tokio Hotel TV - Caught in camera
- 2009 : Humanoid City Live (DVD + Album live)

## Film documentaire
- 2018 : Hinter Die Welt : de Oliver Schwabe